# Tinodes aligi
Tinodes aligi là một loài Trichoptera trong họ Psychomyiidae. Chúng phân bố ở miền Cổ bắc.